# Kamane
Kamane (hebr. כמאנה; arab. كمانة; ang. Kamane, lub także Kamanneh) – wieś beduińska położona w Samorządzie Regionu Misgaw, w Dystrykcie Północnym, w Izraelu.

## Położenie
Wieś położona jest na wysokości 534 m n.p.m. w północnej części Dolnej Galilei. Leży w zachodniej szczytowej części góry Kamon (598 m n.p.m.), wznoszącej się od strony południowej nad Doliną Bet ha-Kerem i Doliną Chananja. Po stronie południowej teren stromo opada w kierunku Doliny Sachnin. Spływają tutaj strumienie Hilazon, Kecach i Kamon. Stoki góry Kamon są częściowo zalesione. W otoczeniu wsi Kamane znajdują się miasto Karmiel, miejscowości Nachf, Sadżur i Rama, kibuc Lotem, moszaw Szezor, wsie komunalne Kamon, Ma’ale Cewijja i Michmanim, oraz wsie arabskie Sallama, Hamdon i Chusnija. Na północy jest położona strefa przemysłowa Karmiel.

### Podział administracyjny
Kamane jest położona w Samorządzie Regionu Misgaw, w Poddystrykcie Akka, w Dystrykcie Północnym Izraela.

## Demografia
Zgodnie z danymi Izraelskiego Centrum Danych Statystycznych w 2011 w Kamane żyło 1316 mieszkańców, wszyscy Beduini.

## Historia
Pierwotnie w miejscu tym znajdowały się tereny pastwisk plemiona beduińskiego Sava’id. Na początku XIX wieku w obszarze tym zaczęli osiedlać się koczowniczy pasterze. Osada była nazywana Arab al-Sava’id od nazwy plemiona Sava’id. Z czasem zaczęto ją określać Kamane, od nazwy tutejszej góry. W latach 20. i 30. XX wieku namioty i prowizoryczne szałasy zaczęły zastępować pierwsze domy. W ten sposób powstały trzy nieformalne wioski: Kamane Zachodni (hebr. כמאנה מערבית), Kamane Wschodni (hebr. כמאנה מזרחית) i Dżalsa (hebr. ג'יסלה). Ich mieszkańcy utrzymywali się z rolnictwa i pasterstwa. W wyniku I wojny izraelsko-arabskiej w październiku 1948 roku Siły Obronne Izraela przeprowadziły operację „Hiram”, w trakcie której w dniu 30 października zajęto wieś Kamane. W odróżnieniu od wielu arabskich wiosek w Galilei nie wysiedlono jej mieszkańców, dzięki czemu zachowała swój pierwotny charakter. W latach 60. XX wieku władze izraelskie podjęły działania zmierzające do przejęcia tutejszych ziem. Z tego powodu w 1963 roku cały obszar wokół wioski Kamane został ogłoszony „zamkniętą strefę wojskową”. Wiązało się to z zakazem prowadzenia upraw rolniczych i miało duży wpływ na pogorszenie się sytuacji ekonomicznej mieszkańców wsi. Następnie władze wycofały zezwolenie na funkcjonowanie tutejszej tymczasowej szkoły. Odmówiono także podłączenia wioski do sieci energetycznej i wodociągów. Dążono do likwidacji całej wioski, jednak nie doszło do wyburzania domów. W latach 80. XX wieku władze rozpoczęły realizację rządowego projektu Perspektywy Galilei, którego celem było wzmocnienie pozycji demograficznej społeczności żydowskiej na północy kraju. W rezultacie, w 1980 roku w sąsiedztwie utworzono dwie żydowskie wsie komunalne Michmanim i Kamon. Ich pierwsi mieszkańcy żyli w prowizorycznych przyczepach kempingowych, bez wody i bez dostępu do drogi gruntowej. Energia elektryczna pochodziła z generatora. Ich rozwój wiązał się z poprawą warunków życia mieszkańców Kamane. W 1995 roku władze izraelskie oficjalnie uznały fakt istnienia wioski Kamane, jednak nadal hamowano jej rozwój poprzez niezatwierdzanie planu zagospodarowania przestrzennego. Plan zatwierdzono w 2000 roku, i w dwa lata później wieś zelektryfikowano.

## Edukacja
We wsi znajdują się 2 przedszkola i szkoła podstawowa. Starsze dzieci dowożone są do szkół w mieście Sachnin.

## Kultura i sport
We wsi jest ośrodek kultury. Przy szkole jest zlokalizowana sala sportowa oraz kompleks boisk.

## Gospodarka
Lokalna gospodarka opiera się na rolnictwie i sadownictwie, głównie hodowli drzew oliwnych.

## Komunikacja
Ze wsi wyjeżdża się na lokalną drogę łączącą sąsiednie żydowskie wsie komunalne Michmanim i Kamon. Droga ta zjeżdża na północ do strefy przemysłowej Karmiel przy mieście Karmiel, docierając do skrzyżowania z drogą nr 85.